# Boğazçiftlik
Boğazçiftlik ist ein Dorf im Landkreis Buldan der türkischen Provinz Denizli. Boğazçiftlik liegt etwa 72 km nordwestlich der Provinzhauptstadt Denizli und 32 km nördlich von Buldan. Boğazçiftlik hatte laut der letzten Volkszählung 229 Einwohner (Stand Ende Dezember 2010).